# 洛斯奧利沃斯區

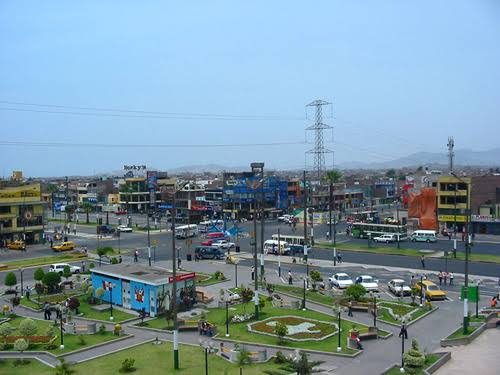

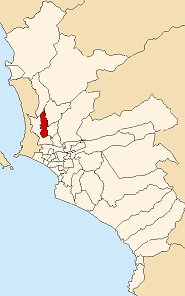

洛斯奧利沃斯區（西班牙語：Distrito de Los Olivos），是秘魯的一個區，位於該國西部利馬大區的利馬省，始建於1989年4月6日，面積18.25平方公里，海拔高度75米，2005年人口286,549，人口密度每平方公里16,000人。